# Szekvenskalkulus
A matematikai logikában, a szekvenskalkulus lényegében a formális logikai érvelés egy stílusa, ahol a bizonyítás minden sora feltételes tautológia (Gerhard Gentzen nyomán szekvensnek hívva) feltétel nélküli tautológia helyett. Minden feltételes tautológiát a korábbi sorok egyéb feltételes tautológiáiból következtetünk egy formális argumentumban, a következtetési szabályok és eljárások szerint, ezzel jobb megközelítést adva a matematikusok által használt természetes levezetési stílushoz, mint David Hilbert korábbi stílusú formális logikája, ahol minden sor feltétel nélküli tautológia volt. Előfordulhat, hogy finomabb megkülönböztetéseket kell tenni; például, előfordulhatnak nem logikus axiómák, amelyekre minden ítélet implicit módon függ. Ezután a szekvenciák a feltételes tautológiák helyett a feltételes tételeket jelzik egy elsőrendű nyelvben.
A szekvenskalkulus egyike a bizonyítási kalkulus számos létező stílusának, ami a soronkénti logikai argumentumok kifejezésére szolgál.
- Hilbert-stílus. Minden sor feltétel nélküli tautológia (vagy tétel).
- Gentzen-stílus. Minden sor feltételes tautológia (vagy tétel), amelynek nulla vagy több feltétele van a bal oldalon.
  - Természetes levezetés. Minden (feltételes) sornak pontosan egy állított ítélete van a jobb oldalon.
  - Szekvens kalkulus. Minden (feltételes) sornak nulla vagy több állított ítélete van a jobb oldalon.

Más szóval, a természetes levezetés és a szekvenskalkulus rendszerek a Gentzen-stílusú rendszerek sajátosan eltérő fajtái. A Hilbert-stílusú rendszereknek általában nagyon kevés számú következtetési szabályuk van, jobban támaszkodnak az axiómák halmazára. A Gentzen-stílusú rendszereknek általában nagyon kevés axiómájuk van, ha vannak ilyenek, inkább a szabályrendszerekre támaszkodnak.
A Gentzen-stílusú rendszerek jelentős gyakorlati és elméleti előnyökkel rendelkeznek a Hilbert-stílusú rendszerekhez képest. Például mind a természetes levezetés, mind a szekvens kalkulusrendszerek megkönnyítik az egyetemes és egzisztenciális kvantorok eliminációját és bevezetését annak érdekében, hogy a nem definiált logikai kifejezések manipulálhatók legyenek az Ítéletlogika sokkal egyszerűbb szabályai szerint. Egy tipikus argumentumban a kvantorok megszűnnek, majd az ítéletlogikát alkalmazzák a nem definiált kifejezésekre (amelyek általában szabad változókat tartalmaznak), majd a kvantorok újra bevezetésre kerülnek. Ez nagyon hasonlít a matematikai bizonyítások gyakorlatban történő végrehajtásának módjára a matematikusok szerint. A predikátum kalkulus bizonyításait általában sokkal könnyebb felfedezni ezzel a megközelítéssel, és gyakran még rövidebbek  is. A természetes levezetéses rendszerek jobban megfelelnek a gyakorlati tétel-bizonyításnak. A Szekvens kalkulus rendszerek jobban megfelelnek az elméleti elemzésnek.

## Áttekintés
A bizonyításelméletben és a matematikai logikában a szekvenskalkulus a logikai kalkulus családja, amelyek megosztanak egy bizonyos következtetési stílust és bizonyos formai tulajdonságokat. Az első szekvenskalkulus rendszereket, az LK-t és az LJ-t 1934-1935-ben Gerhard Gentzen vezette be a természetes levezetés, elsőrendű logikában történő tanulmányozásának eszközeként (klasszikus és intuíciós verziókban). Gentzen LK-ról és LJ-ről szóló úgynevezett "fő tétele" (Hauptsatz) a Cut-eliminációs tétel volt, amelynek eredménye messzemenő meta-elméleti következményekkel járt, ideértve a következetességet is . Gentzen néhány évvel később tovább demonstrálta ennek a technikának a hatékonyságát és rugalmasságát, egy Cut-eliminációs argumentum alkalmazásával (transzfinit) bizonyítékként szolgál a Peano aritmetika konzisztenciájáról, meglepő válaszként Gödel nemteljességi tételeire. Azokból az időkből kiindulva, a szekvenskalkulust, más néven Gentzen-rendszereket, és a hozzájuk kapcsolódó általános fogalmakat széles körben alkalmazzák a bizonyításelmélet, a matematikai logika és az automatizált levezetés területén .

### Hilbert-stílusú levezetéses rendszerek
A levezetéses rendszerek különböző stílusainak osztályozásának egyik módja az, ha megnézzük a rendszerben az ítéletek formáját, vagyis hogy mely dolgok jelenhetnek meg egy (al) bizonyítás következtetéseként. A legegyszerűbb ítéletformát a Hilbert-stílusú levezetéses rendszerekben használják, ahol az ítéletnek van formája
{\displaystyle B}
Ahol {\displaystyle B} az elsőrendű logika bármely formulája (vagy bármilyen logikára is alkalmazható a levezetéses rendszer, pl . ítéletlogikára, magasabb rendű logikára vagy modális logikára). A tételek azok a formulák, amelyek érvényes bizonyítékként záró ítéletként jelennek meg. A Hilbert-stílusú rendszer nem igényel megkülönböztetést a formulák és az ítéletek között; itt csak egyet készítünk, kizárólag a következő esetekkel való összehasonlítás céljából.
A Hilbert-stílusú rendszer egyszerű szintaxisáért fizetett ár az, hogy a teljes formális bizonyítások általában rendkívül hosszúak. Egy ilyen rendszerben a bizonyításokkal kapcsolatos konkrét argumentumok szinte mindig a levezetéses tételre hivatkoznak . Ez ahhoz az ötlethez vezet, hogy a levezetéstételt formális szabályként illesszék be a rendszerbe, ami a természetes levezetésben történik.

### Természetes levezetéses rendszerek
A természetes levezetésben az ítéleteknek van formája
{\displaystyle A_{1},A_{2},\ldots ,A_{n}\vdash B}
ahol az {\displaystyle A_{i}} és {\displaystyle B} formulák és {\displaystyle n\geq 0} . Az {\displaystyle A_{i}} permutációi nem lényegesek. Más szavakkal, egy ítélet egy formulából (esetleg üres formulából) áll a " {\displaystyle \vdash } " szimbólum (forgókereszt szimbólum) bal oldalán, és egyetlen formulából a jobb oldalon.  A tételek azok a {\displaystyle B} formulák, oly módon, hogy {\displaystyle \vdash B} (üres bal oldallal) egy érvényes bizonyítás következtetése. (A természetes levezetés egyes bemutatásaiban az {\displaystyle A_{i}}-k a forgókeresztet nem írják fel kifejezetten; ehelyett kétdimenziós jelölést használnak, amelyből következtetni lehet. )
A természetes levezetésben alkalmazott ítélet szokásos szemantikája az, hogy azt állítja, hogy bármikor {\displaystyle A_{1}}, {\displaystyle A_{2}} stb., mind igazak, akkor {\displaystyle B} is igaz lesz. Az ítéletek
{\displaystyle A_{1},\ldots ,A_{n}\vdash B}
és
{\displaystyle \vdash (A_{1}\land \cdots \land A_{n})\rightarrow B}
egyenértékűek abban az erős értelemben, hogy bármelyik igazolása kiterjeszthető a másik igazolására is.

### Szekvenskalkulus rendszerek
Végül a szekvenskalkulus általánosítja a természetes levezetéses ítélet formáját
{\displaystyle A_{1},\ldots ,A_{n}\vdash B_{1},\ldots ,B_{k},}
egy szekvenciának nevezett szintaktikai objektumra. A forgókereszt szimbólum bal oldalán található formulákat előzménynek, a jobb oldali formulákat pedig következményeknek nevezzük; együttesen szekvenseknek nevezzük őket. Újra: {\displaystyle A_{i}} és {\displaystyle B_{i}} fromulák, {\displaystyle n} és {\displaystyle k} nem negatív egész számok, vagyis a bal vagy a jobb oldal (vagy egyik sem vagy mindkettő) üres lehet. A természetes levezetéshez hasonlóan a tételek azok a {\displaystyle B}-k is, ahol {\displaystyle \vdash B} egy érvényes bizonyíték következtetése.
Egy szekvens alapértelmezett szemantikája egy állítás, hogy amikor minden {\displaystyle A_{i}} igaz, legalább egy {\displaystyle B_{i}} is igaz lesz. Így az üres sorozat, amelynek mindkét szekvense üres, hamis. Ennek egyik módja az, hogy a forgókereszt szimbólum bal oldalán lévő vesszőt "és" -ként kell gondolni, a forgókereszttől jobbra lévő vesszőt pedig (befogadó) "vagy" kifejezésre kell gondolni. A szekvensek
{\displaystyle A_{1},\ldots ,A_{n}\vdash B_{1},\ldots ,B_{k}}
és
{\displaystyle \vdash (A_{1}\land \cdots \land A_{n})\rightarrow (B_{1}\lor \cdots \lor B_{k})}
egyenértékűek abban az erős értelemben, hogy bármelyik igazolása kiterjeszthető a másik igazolására is.
Első látásra az ítéletforma ilyen kiterjesztése furcsa bonyodalomnak tűnhet – ezt nem a természetes levezetés nyilvánvaló hiányosságai indokolják meg, és kezdetben zavaró, hogy a vessző a forgókereszt jelek két oldalán teljesen más dolgokat jelentenek. Klasszikus kontextusban azonban a szekvens szemantikája (ítéletlogikai tautológia segítségével) kifejezhető akár
{\displaystyle \vdash \neg A_{1}\lor \neg A_{2}\lor \cdots \lor \neg A_{n}\lor B_{1}\lor B_{2}\lor \cdots \lor B_{k}}
(legalább az egyik A hamis, vagy az egyik B igaz) vagy
{\displaystyle \vdash \neg (A_{1}\land A_{2}\land \cdots \land A_{n}\land \neg B_{1}\land \neg B_{2}\land \cdots \land \neg B_{k})}
(nem fordulhat elő, hogy az összes A igaz és az összes B hamis). Ezekben a megfogalmazásokban az egyetlen különbség a forgókereszt két oldalán lévő formulák között az, hogy az egyik oldal tagadás. Így a bal oldalt a jobbra cserélni egy szekvensben az összes alkotó formula tagadásának felel meg. Ez azt jelenti, hogy egy olyan szimmetria, mint De Morgan azonosságai, amely szemantikai szinten logikai tagadásként nyilvánul meg, közvetlenül a szekvensek bal-jobb szimmetriájává válik – és valóban, a konjunkció (∧) kezelésére szolgáló szekvenskalkulus következtetési szabályai a diszjunkcióval foglalkozók tükörképei (∨).
Sok logikus úgy érzi  hogy ez a szimmetrikus bemutatás mélyebb betekintést kínál a logika felépítésébe, mint a más bizonyítási rendszer stílusai, ahol a tagadás klasszikus kettőssége nem annyira nyilvánvaló a szabályokban.

### Különbség a természetes levezetés és a szekvenskalkulus között
Gentzen éles különbséget tett az egykimenetű természetes levezetéses rendszerei (NK és NJ) és a több kimenetű szekvenskalkulus rendszerei (LK és LJ) között. Azt írta, hogy az intuitív természetes levezetéses rendszer NJ kissé csúnya. Elmondta, hogy a kizárt középső speciális szerepe a klasszikus természetes levezetéses rendszerben NK megszűnik az LK klasszikus szekvenciális számítási rendszerben. Azt mondta, hogy a szekvenskalkulus LJ több szimmetriát adott, mint a természetes leveztés NJ az intuíciós logika esetében, akárcsak a klasszikus logika esetében (LK versus NK). Aztán elmondta, hogy ezen okok mellett a szekvenskalkulus, több szukcessziós képlettel különösen, az ő fő tételéhez ("Hauptsatz") szánják.

### A "szekvens" szó eredete
A "szekvencia" szót a "Sequenz" szóból vettük át Gentzen 1934-es cikkében. Kleene a következő megjegyzést fűzte az angol nyelvű fordításhoz: "Gentzen says 'Sequenz', which we translate as 'sequent', because we have already used 'sequence' for any succession of objects, where the German is 'Folge'."

## Logikai formulák bizonyítása

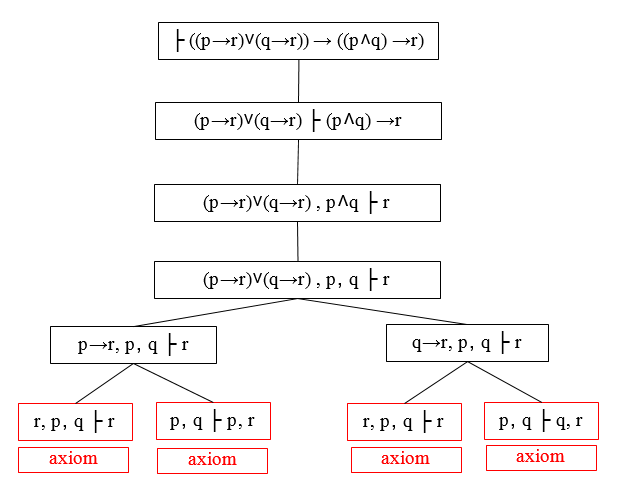
Gyökeres fa, amely szekvenskalkulussal írja le a bizonyítási eljárást

### Redukciós fák
A szekvenskalkulus a formulák ítéletlogikában történő bizonyításának eszközének tekinthető, hasonlóan az analitikus táblák módszeréhez. Lépéssorozatot ad, amely lehetővé teszi, hogy a logikai formulák bizonyításának problémáját egyszerűbb és egyszerűbb formulákká csökkentsék mindaddig, amíg el nem jutnak triviális egyedekhez.
Vegyük figyelembe a következő formulát:
{\displaystyle ((p\rightarrow r)\lor (q\rightarrow r))\rightarrow ((p\land q)\rightarrow r)}
Ez a következő formában van megírva, ahol a bebizonyítandó javaslat a forgókereszt szimbólumtóljobbra található {\displaystyle \vdash } :
{\displaystyle \vdash ((p\rightarrow r)\lor (q\rightarrow r))\rightarrow ((p\land q)\rightarrow r)}
Most ahelyett, hogy ezt az axiómák alapján bizonyítanánk, elegendő feltételezni a implikáció premisszáját, majd megpróbálni bizonyítani annak konklúzióját. Ezért az egyik a következő szekvensre lép:
{\displaystyle (p\rightarrow r)\lor (q\rightarrow r)\vdash (p\land q)\rightarrow r}
A jobb oldal megint tartalmaz egy implikációt, amelynek premisszája tovább feltételezhető, így csak annak konklúzióját kell bizonyítani:
{\displaystyle (p\rightarrow r)\lor (q\rightarrow r),(p\land q)\vdash r}
Mivel feltételezzük, hogy a bal oldali argumentumok konjugálnak, ezek helyettesíthetők a következőkkel:
{\displaystyle (p\rightarrow r)\lor (q\rightarrow r),p,q\vdash r}
Ez ekvivalens a baloldal első argumentumának mindkét esetben történő disszjunktív konklúziók bizonyításával. Így ketté oszthatjuk a szekvenst, ahol most mindegyiket külön kell igazolnunk:
{\displaystyle p\rightarrow r,p,q\vdash r}
{\displaystyle q\rightarrow r,p,q\vdash r}
Az első ítélet esetében átírjuk {\displaystyle p\rightarrow r}-t mint {\displaystyle \lnot p\lor r}-re és ismét szétválasztjuk a szekvenst, hogy:
{\displaystyle \lnot p,p,q\vdash r}
{\displaystyle r,p,q\vdash r}
A második szekvens elkészült; az első szekvens tovább egyszerűsíthető:
{\displaystyle p,q\vdash p,r}
Ez a folyamat mindaddig folytatható, amíg mindkét oldalon csak atomi formulák maradnak. A folyamat grafikusan leírható egy gyökeres fa gráffal, ahogy a jobb oldalon látható. A fa gyöke az a formula, amelyet be akarunk bizonyítani; a levelek csak atomi formulákból állnak. A fa redukciós faként ismert.
A forgókereszttől balra lévő elemeket konjunkcióval, a jobb oldali elemeket pedig diszjunkcióval kötjük össze. Ezért, ha mindkettő csak atomi szimbólumokból áll, a szekvens akkor és csak akkor fogadható el axiomatizálhatóan (és mindig igazként), ha a jobb oldalon lévő szimbólumok közül legalább az egyik a bal oldalon is megjelenik.
Kövessük azokat a szabályokat, amelyek a fán haladnak tovább. Valahányszor egy szekvenst kettéválasztunk, a facsúcsnak két gyermekcsúcsa lesz, és a fa elágazik. Ezenkívül szabadon megváltoztathatja az argumentumok sorrendjét mindkét oldalon; Γ és Δ jelölik a lehetséges további argumentumokat.
A Gentzen-stílusú elrendezésekben a természetes levezetéshez használt vízszintes vonal szokásos kifejezése a következtetési vonal.
| Bal: | Jobb: |
| {\displaystyle L\land } szabály: {\displaystyle \quad {\cfrac {\Gamma ,A\land B\vdash \Delta }{\Gamma ,A,B\vdash \Delta }}}                                   | {\displaystyle R\land } szabály: {\displaystyle {\cfrac {\Gamma \vdash \Delta ,A\land B}{\Gamma \vdash \Delta ,A\qquad \Gamma \vdash \Delta ,B}}} |
| {\displaystyle L\lor } szabály: {\displaystyle {\cfrac {\Gamma ,A\lor B\vdash \Delta }{\Gamma ,A\vdash \Delta \qquad \Gamma ,B\vdash \Delta }}}               | {\displaystyle R\lor } szabály: {\displaystyle \quad {\cfrac {\Gamma \vdash \Delta ,A\lor B}{\Gamma \vdash \Delta ,A,B}}}                         |
| {\displaystyle L\rightarrow } szabály: {\displaystyle {\cfrac {\Gamma ,A\rightarrow B\vdash \Delta }{\Gamma \vdash \Delta ,A\qquad \Gamma ,B\vdash \Delta }}} | {\displaystyle R\rightarrow } szabály: {\displaystyle \quad {\cfrac {\Gamma \vdash \Delta ,A\rightarrow B}{\Gamma ,A\vdash \Delta ,B}}}           |
| {\displaystyle L\lnot } szabály: {\displaystyle \quad {\cfrac {\Gamma ,\lnot A\vdash \Delta }{\Gamma \vdash \Delta ,A}}}                                      | {\displaystyle R\lnot } szabály: {\displaystyle \quad {\cfrac {\Gamma \vdash \Delta ,\lnot A}{\Gamma ,A\vdash \Delta }}}                          |
| Axióma: | |
| {\displaystyle p,r\vdash q,r} | |

Az ítéletlogika bármelyik formulájával kezdve, lépések sorozatával a forgókereszt jobb oldala addig dolgozható fel, amíg csak atomi szimbólumokat tartalmaz. Ezután ugyanez történik a bal oldalon is. Mivel minden logikai operátor megjelenik a fenti szabályok egyikében, és a szabály eltávolítja őket, a folyamat akkor fejeződik be, ha nem maradnak logikai operátorok: A formula lebomlott.
Így a fák leveleinek szekvensei csak atomi szimbólumokat tartalmaznak, amelyeket vagy az axióma bizonyíthat, vagy sem, aszerint, hogy a jobb oldalon látható szimbólumok egyike is megjelenik-e a bal oldalon.
Könnyen belátható, hogy a fa lépései megőrzik az általuk implikált formulák szemantikai igazságértékét, és a fa különböző ágai között konjunkcióval értendő, amikor hasadás történik. Az is nyilvánvaló, hogy egy axióma akkor és csak akkor bizonyítható, ha igaz az igazságértékek minden hozzárendeléséhez, az atomi szimbólumokhoz. Így ez a rendszer megbízható és teljes a klasszikus ítéletlogika szempontjából.

### Kapcsolat a standard axiomatizációkkal
A szekvenskalkulus összefügg az ítéletlogika egyéb axiomatizációival, például Frege ítéletlogikájával vagy Jan Łukasiewicz axiomatizálásával (maga a standard Hilbert-rendszer része ): Minden ezekben bizonyítható formulának van redukciós fája.
Ez a következőképpen mutatható ki: Az ítéletlogika minden bizonyítéka csak axiómákat és következtetési szabályokat használ. Az axióma sémájának minden egyes használata igaz logikai formulát eredményez, és így szekvenskalkulussal igazolható. A fent említett rendszerek egyetlen következtetési szabálya a modus ponens, amelyet a Cut szabály által implementálunk.

## Az LK rendszer
Ez a szakasz bemutatja az LK szekvenskalkulus szabályait, amelyeket Gentzen vezetett be 1934-ben. (LK, unintuitively, a „K lassische Prädikaten l ogik”.)  A (formális) bizonyíték ebben a kalkulusban a szekvensek szekvenciája, ahol mindegyik szekvens levezethető a szekvensekben korábban megjelenő szekvenciákból az alábbi szabályok egyikének alkalmazásával.

### Következtetési szabályok
A következő jelölést kell használni:
- {\displaystyle \vdash } jel a forgókeresztként ismert, elválasztja a bal oldali feltételezéseket a jobb oldali ítéletektől.
- {\displaystyle A} és {\displaystyle B} jelölje az elsőrendű predikátum logika formuláit (ezt korlátozhatjuk az ítéletlogikára is),
- {\displaystyle \Gamma ,\Delta ,\Sigma }, és {\displaystyle \Pi } a formulák véges (esetleg üres) szekvenciái (valójában a formulák sorrendje nem számít), amelyeket kontextusoknak nevezünk,
  - A {\displaystyle \vdash } bal oldalán a formulasorozatot konjunktívnak tekintjük (feltételezzük, hogy mind egyszerre tartanak),
  - míg a {\displaystyle \vdash } jobb oldalán a formulasorozat diszjunktívnak tekintendő (a változók hozzárendeléséhez legalább a formulák egyikének meg kell felelnie),
- {\displaystyle t} tetszőleges kifejezést jelöl,
- {\displaystyle x} és {\displaystyle y} jelölje a változókat.
- egy változó szabadon fordul elő egy formulán belül, ha a {\displaystyle \forall } vagy {\displaystyle \exists } kvantorok hatókörén kívül esnek.
- {\displaystyle A[t/x]} a formulát jelöli, amelyet a {\displaystyle t} kifejezés helyettesítésével kapunk az {\displaystyle x} változó minden szabad előfordulásához az {\displaystyle A} formulában azzal a megkötéssel, hogy a {\displaystyle t} kifejezésnek szabadnak kell lennie az {\displaystyle x} változó számára {\displaystyle A}-ban (azaz egyetlen változó sem fordul elő a {\displaystyle t}-ben, ami így bekötődik {\displaystyle A[t/x]}-be).
- {\displaystyle WL}, {\displaystyle WR}, {\displaystyle CL}, {\displaystyle CR}, {\displaystyle PL}, {\displaystyle PR} : Ez a hat szerkezeti szabály a három szerkezeti szabály két változatának felel meg; az egyik a {\displaystyle \vdash } bal oldalán („L”) használható, és a másik a jobb oldalán („R”). A szabályok rövidítése: „W” a gyengüléshez (bal / jobb), „C” a kontrakcióhoz és „P” rövidítés a permutációhoz .

Vegyük figyelembe, hogy a fent bemutatott redukciós fa mentén történő haladás szabályaival ellentétben a következő szabályok az ellentétes irányú haladásra vonatkoznak, az axiómáktól a tételekig. Így ezek pontos tükörképei a fenti szabályoknak, azzal a különbséggel, hogy itt a szimmetriát nem implicit módon feltételezzük, és kvantorra vonatkozó szabályokat adunk hozzá.
| Axióma: | Vágott: |
| {\displaystyle {\cfrac {\qquad }{A\vdash A}}\quad (I)}                                                                                                  | {\displaystyle {\cfrac {\Gamma \vdash \Delta ,A\qquad A,\Sigma \vdash \Pi }{\Gamma ,\Sigma \vdash \Delta ,\Pi }}\quad ({\mathit {Cut}})}    |
| Bal logikai szabályok: | Jobb logikai szabályok: |
| {\displaystyle {\cfrac {\Gamma ,A\vdash \Delta }{\Gamma ,A\land B\vdash \Delta }}\quad ({\land }L_{1})}                                                 | {\displaystyle {\cfrac {\Gamma \vdash A,\Delta }{\Gamma \vdash A\lor B,\Delta }}\quad ({\lor }R_{1})}                                       |
| {\displaystyle {\cfrac {\Gamma ,B\vdash \Delta }{\Gamma ,A\land B\vdash \Delta }}\quad ({\land }L_{2})}                                                 | {\displaystyle {\cfrac {\Gamma \vdash B,\Delta }{\Gamma \vdash A\lor B,\Delta }}\quad ({\lor }R_{2})}                                       |
| {\displaystyle {\cfrac {\Gamma ,A\vdash \Delta \qquad \Sigma ,B\vdash \Pi }{\Gamma ,\Sigma ,A\lor B\vdash \Delta ,\Pi }}\quad ({\lor }L)}               | {\displaystyle {\cfrac {\Gamma \vdash A,\Delta \qquad \Sigma \vdash B,\Pi }{\Gamma ,\Sigma \vdash A\land B,\Delta ,\Pi }}\quad ({\land }R)} |
| {\displaystyle {\cfrac {\Gamma \vdash A,\Delta \qquad \Sigma ,B\vdash \Pi }{\Gamma ,\Sigma ,A\rightarrow B\vdash \Delta ,\Pi }}\quad ({\rightarrow }L)} | {\displaystyle {\cfrac {\Gamma ,A\vdash B,\Delta }{\Gamma \vdash A\rightarrow B,\Delta }}\quad ({\rightarrow }R)}                           |
| {\displaystyle {\cfrac {\Gamma \vdash A,\Delta }{\Gamma ,\lnot A\vdash \Delta }}\quad ({\lnot }L)}                                                      | {\displaystyle {\cfrac {\Gamma ,A\vdash \Delta }{\Gamma \vdash \lnot A,\Delta }}\quad ({\lnot }R)}                                          |
| {\displaystyle {\cfrac {\Gamma ,A[t/x]\vdash \Delta }{\Gamma ,\forall xA\vdash \Delta }}\quad ({\forall }L)}                                            | {\displaystyle {\cfrac {\Gamma \vdash A[y/x],\Delta }{\Gamma \vdash \forall xA,\Delta }}\quad ({\forall }R)}                                |
| {\displaystyle {\cfrac {\Gamma ,A[y/x]\vdash \Delta }{\Gamma ,\exists xA\vdash \Delta }}\quad ({\exists }L)}                                            | {\displaystyle {\cfrac {\Gamma \vdash A[t/x],\Delta }{\Gamma \vdash \exists xA,\Delta }}\quad ({\exists }R)}                                |
| Bal szerkezeti szabályok: | Jobb szerkezeti szabályok: |
| {\displaystyle {\cfrac {\Gamma \vdash \Delta }{\Gamma ,A\vdash \Delta }}\quad ({\mathit {WL}})}                                                         | {\displaystyle {\cfrac {\Gamma \vdash \Delta }{\Gamma \vdash A,\Delta }}\quad ({\mathit {WR}})}                                             |
| {\displaystyle {\cfrac {\Gamma ,A,A\vdash \Delta }{\Gamma ,A\vdash \Delta }}\quad ({\mathit {CL}})}                                                     | {\displaystyle {\cfrac {\Gamma \vdash A,A,\Delta }{\Gamma \vdash A,\Delta }}\quad ({\mathit {CR}})}                                         |
| {\displaystyle {\cfrac {\Gamma _{1},A,B,\Gamma _{2}\vdash \Delta }{\Gamma _{1},B,A,\Gamma _{2}\vdash \Delta }}\quad ({\mathit {PL}})}                   | {\displaystyle {\cfrac {\Gamma \vdash \Delta _{1},A,B,\Delta _{2}}{\Gamma \vdash \Delta _{1},B,A,\Delta _{2}}}\quad ({\mathit {PR}})}       |

Korlátozások: Az {\displaystyle ({\forall }R)} és {\displaystyle ({\exists }L)} szabályokban az {\displaystyle y} változó sehol sem fordulhat elő szabadon a megfelelő alsó szekvenciákban.

### Intuitív magyarázat
A fenti szabályok két nagy csoportra oszthatók: logikai és strukturális szabályokra . A logikai szabályok mindegyike új logikai formulát vezet be a {\displaystyle \vdash } forgókereszt bal vagy jobb oldalán . Ezzel szemben a szerkezeti szabályok a szekvensek szerkezetén működnek, figyelmen kívül hagyva a formulák pontos alakját. Az általános séma két kivétele az identitás axióma (I) és a Cut szabálya.
Habár formálisan is kimondják, a fenti szabályok a intuitív olvasást teszik lehetővé a klasszikus logika szempontjából. Vegyük például a {\displaystyle ({\land }L_{1})} szabályt . Azt mondja, hogy valahányszor a {\displaystyle \Delta }-t bizonyítani lehet, {\displaystyle A}tartalmazhat valamilyen formulaszekvenciát, akkor következtetni is lehet {\displaystyle \Delta }-ra abból a (erősebb) feltételezésből, amit {\displaystyle A\land B}tart. Hasonlóképpen a {\displaystyle ({\neg }R)} szabály kijelenti, hogy ha {\displaystyle \Gamma } és {\displaystyle A} elég a {\displaystyle \Delta } következtetéséhez, aztán {\displaystyle \Gamma }-t egyedül lehet még következtetni, akkor {\displaystyle \Delta }-nak vagy {\displaystyle A}-nak hamisnak kell lennie, azaz {\displaystyle {\neg }A} tart. Az összes szabály így interpretálható..
A kvantorszabályokkal kapcsolatos intuícióért vegyük figyelembe az {\displaystyle ({\forall }R)} szabályt. Természetesen az {\displaystyle \forall {x}A}  csak abból a tényből áll, hogy igaz értékű{\displaystyle A[y/x]} általában nem lehetséges. Ha azonban az y változót máshol nem említik (azaz továbbra is szabadon választható, a többi formula befolyásolása nélkül), akkor feltételezhetjük, hogy {\displaystyle A[y/x]} bármely értékére érvényes az y. A többi szabálynak innentől kezdve egyértelműnek kell lennie.
Ahelyett, hogy a szabályokat a predikátumlogikában szereplő legális derivációk leírásaként tekintenénk, tekinthetjük őket utasításként egy adott állítás igazolásának elkészítéséhez is. Ebben az esetben a szabályok alulról-felfelé olvashatók; például, {\displaystyle ({\land }R)} azt írja le, hogy {\displaystyle A\land B}a {\displaystyle \Gamma } és {\displaystyle \Sigma } feltételezésekből következik, elegendő azt bizonyítani, hogy {\displaystyle A} a {\displaystyle \Gamma }-ból következtet, illetőleg {\displaystyle B} a {\displaystyle \Sigma }-ból következtet. Vegyük figyelembe, hogy bizonyos előzmények ismeretében nem világos hogyan kell  {\displaystyle \Gamma }-t és {\displaystyle \Sigma }-t felosztani. Azonban csak véglegesen sok lehetőség ellenőrizhető, mivel a feltételezés előzménye véges. Ez azt is szemlélteti, hogy a bizonyítási elmélet kombinatorikus módon miként működik a bizonyításokon: {\displaystyle A}-ra és {\displaystyle B}-re is adott bizonyítást, lehet építeni {\displaystyle A\land B}-re egy bizonyítást.
Ha valamilyen bizonyítást keres, a legtöbb szabály többé-kevésbé közvetlen eljárásokat kínál arra, hogyan kell ezt megtenni. A cut szabálya más: kimondja, hogy amikor egy {\displaystyle A} formulára következtetni lehet, és ez a formula szolgálhat előfeltételként más állítások megkötésére is, akkor az {\displaystyle A} formula "kivágható" és a megfelelő derivációk összekapcsolódnak. Bizonyos alulról felfelé építkezéskor ez az {\displaystyle A} találgatásának problémáját idézi elő (mivel az alábbiakban egyáltalán nem jelenik meg). A cut-eliminációs tétel tehát döntő fontosságú a szekvenskalkulus automatizált levezetésben való alkalmazásában: azt állítja, hogy a Cut szabály minden felhasználása eliminálható egy bizonyításból, ami azt jelenti, hogy bármely bizonyítható szekvens cut-free bizonyítást kaphat.
A második, kissé különleges szabály az identitás axióma (I). Ennek intuitív olvasata nyilvánvaló: minden formula bizonyítja önmagát. A Cut szabályhoz hasonlóan az identitás axióma is némileg redundás: az atomi kezdeti szekvenciák teljessége kijelenti, hogy a szabály az atomi formuláka korlátozható a bizonyíthatóság elvesztése nélkül.
Vegyük észre, hogy minden szabálynak van társa, kivéve a következtetésre vonatkozó szabályoknak. Ez azt a tényt tükrözi, hogy az elsőrendű logika szokásos nyelve nem tartalmazza a "nem implikált" kötőszót {\displaystyle \not \leftarrow } ez lenne a De Morgan kettős implikáció. Ha ilyen összekötőt adunk a természetes szabályaihoz, akkor a számítás teljesen bal-jobb szimmetrikus lesz.

### Példa derivációk
Itt van a "{\displaystyle \vdash A\lor \lnot A}" levezetése, amelyet a kizárt harmadik elve (latinul tertium non datur) törvényeként ismerünk.
|                                                    |                              | {\displaystyle (I)} |
| {\displaystyle A\vdash A}                          |                              |                     |
|                                                    | {\displaystyle (\lnot R)}    |                     |
| {\displaystyle \vdash \lnot A,A}                   |                              |                     |
|                                                    | {\displaystyle (\lor R_{2})} |                     |
| {\displaystyle \vdash A\lor \lnot A,A}             |                              |                     |
|                                                    | {\displaystyle (PR)}         |                     |
| {\displaystyle \vdash A,A\lor \lnot A}             |                              |                     |
|                                                    | {\displaystyle (\lor R_{1})} |                     |
| {\displaystyle \vdash A\lor \lnot A,A\lor \lnot A} |                              |                     |
|                                                    | {\displaystyle (CR)}         |                     |
| {\displaystyle \vdash A\lor \lnot A}               |                              |                     |
|                                                    |                              |                     |

Következő a kvantorokkal kapcsolatos egyszerű tényező bizonyítása. Ne feledjük, hogy ez fordítva nem igaz, és valótlansága akkor látható, amikor megpróbáljuk alulról felfelé levezetni, mert egy meglévő szabad változó nem használható fel a {\displaystyle (\forall R)} és {\displaystyle (\exists L)} szabályok helyettesítésére.
| |                             | {\displaystyle (I)} |
| {\displaystyle p(x,y)\vdash p(x,y)}                                                                                         |                             |                     |
| | {\displaystyle (\forall L)} |                     |
| {\displaystyle \forall x\left(p(x,y)\right)\vdash p(x,y)}                                                                   |                             |                     |
| | {\displaystyle (\exists R)} |                     |
| {\displaystyle \forall x\left(p(x,y)\right)\vdash \exists y\left(p(x,y)\right)}                                             |                             |                     |
| | {\displaystyle (\exists L)} |                     |
| {\displaystyle \exists y\left(\forall x\left(p(x,y)\right)\right)\vdash \exists y\left(p(x,y)\right)}                       |                             |                     |
| | {\displaystyle (\forall R)} |                     |
| {\displaystyle \exists y\left(\forall x\left(p(x,y)\right)\right)\vdash \forall x\left(\exists y\left(p(x,y)\right)\right)} |                             |                     |
| |                             |                     |

Bebizonyítjuk, hogy:{\displaystyle {\left(\left(A\rightarrow \left(B\lor C\right)\right)\rightarrow \left(\left(\left(B\rightarrow \lnot A\right)\land \lnot C\right)\rightarrow \lnot A\right)\right)}} .Könnyű megtalálni a levezetést, amely szemlélteti az LK hasznosságát az automatizált bizonyításban.
|                                  |                           | {\displaystyle (I)} |
| {\displaystyle A\vdash A}        |                           |                     |
|                                  | {\displaystyle (\lnot R)} |                     |
| {\displaystyle \vdash \lnot A,A} |                           |                     |
|                                  | {\displaystyle (PR)}      |                     |
| {\displaystyle \vdash A,\lnot A} |                           |                     |
|                                  |                           |                     |

|                           |  |  | {\displaystyle (I)} |
| {\displaystyle B\vdash B} |  |  |                     |
|                           |  |  |                     |

|                           |  |  | {\displaystyle (I)} |
| {\displaystyle C\vdash C} |  |  |                     |
|                           |  |  |                     |

|                           |  |  | {\displaystyle (I)} |
| {\displaystyle B\vdash B} |  |  |                     |
|                           |  |  |                     |

|                           |  |  | {\displaystyle (I)} |
| {\displaystyle C\vdash C} |  |  |                     |
|                           |  |  |                     |

|                           |  |  | {\displaystyle (I)} |
| {\displaystyle B\vdash B} |  |  |                     |
|                           |  |  |                     |

|                           |  |  | {\displaystyle (I)} |
| {\displaystyle C\vdash C} |  |  |                     |
|                           |  |  |                     |

|                           |  |  | {\displaystyle (I)} |
| {\displaystyle B\vdash B} |  |  |                     |
|                           |  |  |                     |

|                           |  |  | {\displaystyle (I)} |
| {\displaystyle C\vdash C} |  |  |                     |
|                           |  |  |                     |

|                                       |  | {\displaystyle (I)} |
| {\displaystyle \lnot A\vdash \lnot A} |  |                     |
|                                       |  |                     |

|                           |  |  | {\displaystyle (I)} |
| {\displaystyle B\vdash B} |  |  |                     |
|                           |  |  |                     |

|                           |  |  | {\displaystyle (I)} |
| {\displaystyle C\vdash C} |  |  |                     |
|                           |  |  |                     |

|                           |  |  | {\displaystyle (I)} |
| {\displaystyle B\vdash B} |  |  |                     |
|                           |  |  |                     |

|                           |  |  | {\displaystyle (I)} |
| {\displaystyle C\vdash C} |  |  |                     |
|                           |  |  |                     |

|                           |  |  | {\displaystyle (I)} |
| {\displaystyle B\vdash B} |  |  |                     |
|                           |  |  |                     |

|                           |  |  | {\displaystyle (I)} |
| {\displaystyle C\vdash C} |  |  |                     |
|                           |  |  |                     |

|                           |  |  | {\displaystyle (I)} |
| {\displaystyle B\vdash B} |  |  |                     |
|                           |  |  |                     |

|                           |  |  | {\displaystyle (I)} |
| {\displaystyle C\vdash C} |  |  |                     |
|                           |  |  |                     |

|                                       |  | {\displaystyle (I)} |
| {\displaystyle \lnot A\vdash \lnot A} |  |                     |
|                                       |  |                     |

|                           |  |  | {\displaystyle (I)} |
| {\displaystyle B\vdash B} |  |  |                     |
|                           |  |  |                     |

|                           |  |  | {\displaystyle (I)} |
| {\displaystyle C\vdash C} |  |  |                     |
|                           |  |  |                     |

|                           |  |  | {\displaystyle (I)} |
| {\displaystyle B\vdash B} |  |  |                     |
|                           |  |  |                     |

|                           |  |  | {\displaystyle (I)} |
| {\displaystyle C\vdash C} |  |  |                     |
|                           |  |  |                     |

|                           |  |  | {\displaystyle (I)} |
| {\displaystyle B\vdash B} |  |  |                     |
|                           |  |  |                     |

|                           |  |  | {\displaystyle (I)} |
| {\displaystyle C\vdash C} |  |  |                     |
|                           |  |  |                     |

|                           |  |  | {\displaystyle (I)} |
| {\displaystyle B\vdash B} |  |  |                     |
|                           |  |  |                     |

|                           |  |  | {\displaystyle (I)} |
| {\displaystyle C\vdash C} |  |  |                     |
|                           |  |  |                     |

|                                       |  | {\displaystyle (I)} |
| {\displaystyle \lnot A\vdash \lnot A} |  |                     |
|                                       |  |                     |

|                           |  |  | {\displaystyle (I)} |
| {\displaystyle B\vdash B} |  |  |                     |
|                           |  |  |                     |

|                           |  |  | {\displaystyle (I)} |
| {\displaystyle C\vdash C} |  |  |                     |
|                           |  |  |                     |

|                           |  |  | {\displaystyle (I)} |
| {\displaystyle B\vdash B} |  |  |                     |
|                           |  |  |                     |

|                           |  |  | {\displaystyle (I)} |
| {\displaystyle C\vdash C} |  |  |                     |
|                           |  |  |                     |

|                           |  |  | {\displaystyle (I)} |
| {\displaystyle B\vdash B} |  |  |                     |
|                           |  |  |                     |

|                           |  |  | {\displaystyle (I)} |
| {\displaystyle C\vdash C} |  |  |                     |
|                           |  |  |                     |

|                           |  |  | {\displaystyle (I)} |
| {\displaystyle B\vdash B} |  |  |                     |
|                           |  |  |                     |

|                           |  |  | {\displaystyle (I)} |
| {\displaystyle C\vdash C} |  |  |                     |
|                           |  |  |                     |

|                                       |  | {\displaystyle (I)} |
| {\displaystyle \lnot A\vdash \lnot A} |  |                     |
|                                       |  |                     |

|                                  |                           | {\displaystyle (I)} |
| {\displaystyle A\vdash A}        |                           |                     |
|                                  | {\displaystyle (\lnot R)} |                     |
| {\displaystyle \vdash \lnot A,A} |                           |                     |
|                                  | {\displaystyle (PR)}      |                     |
| {\displaystyle \vdash A,\lnot A} |                           |                     |
|                                  |                           |                     |

|                           |  |  | {\displaystyle (I)} |
| {\displaystyle B\vdash B} |  |  |                     |
|                           |  |  |                     |

|                           |  |  | {\displaystyle (I)} |
| {\displaystyle C\vdash C} |  |  |                     |
|                           |  |  |                     |

|                           |  |  | {\displaystyle (I)} |
| {\displaystyle B\vdash B} |  |  |                     |
|                           |  |  |                     |

|                           |  |  | {\displaystyle (I)} |
| {\displaystyle C\vdash C} |  |  |                     |
|                           |  |  |                     |

|                           |  |  | {\displaystyle (I)} |
| {\displaystyle B\vdash B} |  |  |                     |
|                           |  |  |                     |

|                           |  |  | {\displaystyle (I)} |
| {\displaystyle C\vdash C} |  |  |                     |
|                           |  |  |                     |

|                           |  |  | {\displaystyle (I)} |
| {\displaystyle B\vdash B} |  |  |                     |
|                           |  |  |                     |

|                           |  |  | {\displaystyle (I)} |
| {\displaystyle C\vdash C} |  |  |                     |
|                           |  |  |                     |

|                                       |  | {\displaystyle (I)} |
| {\displaystyle \lnot A\vdash \lnot A} |  |                     |
|                                       |  |                     |

|                           |  |  | {\displaystyle (I)} |
| {\displaystyle B\vdash B} |  |  |                     |
|                           |  |  |                     |

|                           |  |  | {\displaystyle (I)} |
| {\displaystyle C\vdash C} |  |  |                     |
|                           |  |  |                     |

|                           |  |  | {\displaystyle (I)} |
| {\displaystyle B\vdash B} |  |  |                     |
|                           |  |  |                     |

|                           |  |  | {\displaystyle (I)} |
| {\displaystyle C\vdash C} |  |  |                     |
|                           |  |  |                     |

|                           |  |  | {\displaystyle (I)} |
| {\displaystyle B\vdash B} |  |  |                     |
|                           |  |  |                     |

|                           |  |  | {\displaystyle (I)} |
| {\displaystyle C\vdash C} |  |  |                     |
|                           |  |  |                     |

|                           |  |  | {\displaystyle (I)} |
| {\displaystyle B\vdash B} |  |  |                     |
|                           |  |  |                     |

|                           |  |  | {\displaystyle (I)} |
| {\displaystyle C\vdash C} |  |  |                     |
|                           |  |  |                     |

|                                       |  | {\displaystyle (I)} |
| {\displaystyle \lnot A\vdash \lnot A} |  |                     |
|                                       |  |                     |

|                           |  |  | {\displaystyle (I)} |
| {\displaystyle B\vdash B} |  |  |                     |
|                           |  |  |                     |

|                           |  |  | {\displaystyle (I)} |
| {\displaystyle C\vdash C} |  |  |                     |
|                           |  |  |                     |

|                           |  |  | {\displaystyle (I)} |
| {\displaystyle B\vdash B} |  |  |                     |
|                           |  |  |                     |

|                           |  |  | {\displaystyle (I)} |
| {\displaystyle C\vdash C} |  |  |                     |
|                           |  |  |                     |

|                           |  |  | {\displaystyle (I)} |
| {\displaystyle B\vdash B} |  |  |                     |
|                           |  |  |                     |

|                           |  |  | {\displaystyle (I)} |
| {\displaystyle C\vdash C} |  |  |                     |
|                           |  |  |                     |

|                           |  |  | {\displaystyle (I)} |
| {\displaystyle B\vdash B} |  |  |                     |
|                           |  |  |                     |

|                           |  |  | {\displaystyle (I)} |
| {\displaystyle C\vdash C} |  |  |                     |
|                           |  |  |                     |

|                                       |  | {\displaystyle (I)} |
| {\displaystyle \lnot A\vdash \lnot A} |  |                     |
|                                       |  |                     |

|                           |  |  | {\displaystyle (I)} |
| {\displaystyle B\vdash B} |  |  |                     |
|                           |  |  |                     |

|                           |  |  | {\displaystyle (I)} |
| {\displaystyle C\vdash C} |  |  |                     |
|                           |  |  |                     |

|                           |  |  | {\displaystyle (I)} |
| {\displaystyle B\vdash B} |  |  |                     |
|                           |  |  |                     |

|                           |  |  | {\displaystyle (I)} |
| {\displaystyle C\vdash C} |  |  |                     |
|                           |  |  |                     |

|                           |  |  | {\displaystyle (I)} |
| {\displaystyle B\vdash B} |  |  |                     |
|                           |  |  |                     |

|                           |  |  | {\displaystyle (I)} |
| {\displaystyle C\vdash C} |  |  |                     |
|                           |  |  |                     |

|                           |  |  | {\displaystyle (I)} |
| {\displaystyle B\vdash B} |  |  |                     |
|                           |  |  |                     |

|                           |  |  | {\displaystyle (I)} |
| {\displaystyle C\vdash C} |  |  |                     |
|                           |  |  |                     |

|                                       |  | {\displaystyle (I)} |
| {\displaystyle \lnot A\vdash \lnot A} |  |                     |
|                                       |  |                     |

Ezek a deriválások a szekvenskalkulus szigorúan formális felépítését is hangsúlyozzák. Például a fent definiált logikai szabályok mindig a forgókereszt közvetlenül szomszédos formuláján hatnak, így a permutációs szabályok szükségesek. Ne feledjük azonban, hogy ez részben a bemutatás tárgya, eredeti Gentzen stílusban. A gyakori szimplifikáció magában foglalja a formulák multihalmazának használatát, szekvencia helyett a szekvensek értelmezésében, eliminálva egy kifejezett permutációs szabály szükségességét. Ez megfelel a feltételezések és a derivációk kommutativitásának eltolódásának a szekvenskalkuluson kívül, míg az LK beágyazza magát a rendszerbe.

### Reláció az analitikus táblákkal
A szekvenskalkulus bizonyos megfogalmazásai (azaz variánsai) esetében az ilyen számításban szereplő bizonyítás izomorf az egy fejjel lefelé zárt analitikus táblához képest.

### Strukturális szabályok
A strukturális szabályok további vitát érdemelnek.
A gyengülés (W) lehetővé teszi tetszőleges elemek hozzáadását egy sorozathoz. Intuitív módon, ez az előzményben megengedett, mert mindig korlátozhatjuk a bizonyításunk körét (ha minden autónak van kereke, akkor nyugodtan mondhatjuk, hogy minden fekete autónak van kereke); és a folytatásban is, mert mindig megengedhetjük az alternatív következtetéseket (ha minden autónak van kereke, akkor nyugodtan mondhatjuk, hogy minden autónak van kereke vagy szárnya).
A kontrakció (C) és a permutáció (P) biztosítja, hogy sem a szekvenciák elemeinek sorrendje (P), sem az előfordulások sokasága (C) nem számít. Így a szekvenciák helyett a halmazokat is figyelembe lehet venni.
A szekvenciák alkalmazásának további erőfeszítése azonban indokolt, mivel a strukturális szabályok egy része vagy egésze kihagyható. Ezzel megszerezzük az úgynevezett szubstrukturális logikákat .

### Az LK rendszer tulajdonságai
Ez a szabályrendszer megalapozottnak és teljesnek mutatható ki az elsőrendű logika, azaz {\displaystyle A} utasítás szempontjából szemantikailag következik {\displaystyle \Gamma } {\displaystyle (\Gamma \vDash A)}premisszájából csak akkor, ha a {\displaystyle \Gamma \vdash A} szekvens  a fenti szabályok alapján levezethető.
A szekvenskalkulusban a Cut-elimináció szabálya elfogadható. Ezt az eredményt Gentzen főtételének (Hauptsatz) is nevezik.

## Variánsok
A fenti szabályok többféleképpen módosíthatók:

### Kisebb szerkezeti alternatívák
A szekvensek és a strukturális szabályok formalizálásának technikai részleteiben van némi választási lehetőség. Mindaddig, amíg az LK minden levezetése az új szabályok használatával hatékonyan átalakítható deriválttá, és fordítva, a módosított szabályokat továbbra is LK-nak nevezhetjük.
Először is, mint már említettük, a szekvenshalmazokból, vagy multihalmazokból áll. Ebben az esetben a permutálás (halmazok használatakor) és a szerződési képletek szabályai elavultak.
A gyengülés szabálya akkor válik elfogadhatóvá, amikor az axiómát (I) megváltoztatják úgy, hogy a forma bármely szekvensére {\displaystyle \Gamma ,A\vdash A,\Delta } következtetni tudjunk. Ez azt jelenti {\displaystyle A} bármilyen összefüggésben bizonyítja {\displaystyle A}-t. Bármely gyengülés, amely egy derivációban jelentkezik, azután azonnal elvégezhető. Ez kényelmes változást jelent a bizonyítások alulról felfelé történő összeállításakor.
Ezektől függetlenül megváltoztathatja a kontextusok szabályokon belüli felosztásának módját is: Az{\displaystyle ({\land }R),({\lor }L)}, és {\displaystyle ({\rightarrow }L)} esetekben a bal oldali összefüggés {\displaystyle \Gamma } és {\displaystyle \Sigma } részekre oszlik, amikor felfelé halad. Mivel a kontrakció lehetővé teszi ezek megkettőzését, feltételezhetjük, hogy a teljes kontextust használjuk a deriváció mindkét ágában. Ezzel biztosítani lehet, hogy a rossz ágban egyetlen fontos premissza sem veszik el. A gyengítés alkalmazásával a kontextus irreleváns részei később kiküszöbölhetők.

### Abszurdum
Bevezetjük a {\displaystyle \bot }-t, a hamisat képviselő abszurd konstanst az axiómával:
{\displaystyle {\cfrac {}{\bot \vdash \quad }}}
Vagy ha a fentiek szerint a gyengülés elfogadható szabály, akkor az axiómával:
{\displaystyle {\cfrac {}{\Gamma ,\bot \vdash \Delta }}}
{\displaystyle \bot } esetén a tagadás az implikáció speciális eseteként felfogható a {\displaystyle \neg A\iff A\to \bot } definíción keresztül.

### Szubstrukturális logika
Alternatív megoldásként korlátozhatja vagy megtilthatja egyes szerkezeti szabályok alkalmazását. Ez különféle szubstrukturális logikai rendszereket eredményez. Általában gyengébbek, mint az LK ( vagyis kevesebb tételük van), és így nem teljesek az elsőrendű logika szokásos szemantikája szempontjából. Vannak azonban más érdekes tulajdonságaik, amelyek az elméleti számítástechnika és a mesterséges intelligencia alkalmazásához vezettek.

### Intuicionista szekvenskalkulus: LJ rendszer
Meglepő módon néhány apró változtatás az LK szabályaiban elegendő ahhoz, hogy az intuíciós logika igazoló rendszerévé váljon. Ebből a célból olyan szekvensekre kell korlátozódni, amelyek legfeljebb egy formulával rendelkeznek a jobb oldalon, és módosítani kell a szabályokat, hogy ez a konstans maradjon. Például, {\displaystyle ({\lor }L)}-t a következőképpen fogalmazzák meg (ahol C jelentése tetszőleges képlet):
{\displaystyle {\cfrac {\Gamma ,A\vdash C\qquad \Sigma ,B\vdash C}{\Gamma ,\Sigma ,A\lor B\vdash C}}\quad ({\lor }L)}
A kapott rendszert LJ-nek hívják. Megalapozott és teljes az intuicionista logika szempontjából, és hasonló cut-eliminációs bizonyítást ismer el. Ez felhasználható a diszjunkció és a fennállás tulajdonságainak bizonyítására.
Valójában az LK egyetlen két szabálya, amelyet egyetlen képlet következményeire kell korlátozni, az {\displaystyle ({\to }R)} és {\displaystyle (\neg R)}  (és ez utóbbi az előbbi speciális esetének tekinthető, mint {\displaystyle \bot }, a fent leírtak szerint). Ha a több formulájú konzekvenseket disszjunkciókként interpretáljuk, az LK összes többi következtetési szabálya valóban levezethető LJ-ben, míg a szabálysértő szabály:
{\displaystyle {\cfrac {\Gamma ,A\vdash B\lor C}{\Gamma \vdash (A\to B)\lor C}}}
Ez megegyezik a propozíciós formulával {\displaystyle (A\to (B\lor C))\to ((A\to B)\lor C)}, ami egy klasszikus tautológia, amely konstruktívan nem érvényes.

## Fordítás
Ez a szócikk részben vagy egészben  a   Sequent calculus című angol Wikipédia-szócikk ezen változatának fordításán alapul.  Az eredeti cikk szerkesztőit annak laptörténete sorolja fel. Ez a jelzés csupán a megfogalmazás eredetét és a szerzői jogokat jelzi, nem szolgál a cikkben szereplő információk forrásmegjelöléseként.

## Kapcsolódó szócikk
- Rezolúció